# Ichthyoxenus yunnanensis
Ichthyoxenus yunnanensis là một loài chân đều trong họ Cymothoidae. Loài này được Yu miêu tả khoa học năm 1935.